# Festival Mundial de la Canción Latina
El Festival Mundial de la Canción Latina, también llamado Festival de la Canción Latina en el Mundo, fue un conocido concurso musical que se celebró en 1969 y en 1970, organizado en México. El festival original fue apoyado por el Gobierno de México y la sede fue en el Teatro Ferrocarrilero de la Ciudad de México. Este festival sería el antecedente y artífice para que más tarde, en 1972, se creara el Festival OTI de la Canción. 

## Ganadores
| Fecha                  | 1.º                                       | 2.º                                                      | 3.º                                                            | Ref.        |
| ---------------------- | ----------------------------------------- | -------------------------------------------------------- | -------------------------------------------------------------- | ----------- |
| 19-23 de marzo de 1969 | Puerto Rico «Génesis» Lucecita            | Brasil · «Canção latina» · Denise de Kalafe              | Venezuela · «No, no puede ser» · José Luis Rodríguez "El Puma" | [ 4 ] [ 5 ] |
| 10-14 de marzo de 1970 | Brasil · «Canção de amor e paz» · Cláudya | Venezuela · «Con los brazos cruzados» · Mirla Castellano | México · «El triste» · José José                               |             |